# Chicago Bears 1933
La stagione 1933 dei Chicago Bears è stata la 14ª della franchigia nella National Football League. La squadra terminò con un record di 10-2-1 al primo posto della appena creata Western Division. Si classificò così per la prima finale di campionato della storia, dove sconfisse i New York Giants per 23-21 vincendo il suo terzo titolo, il secondo consecutivo. 
La stagione dei Bears fu caratterizzata da una sola difesa, un elevato gioco sui passaggi (per l'epoca) e dai migliori calci della lega. Solo tre volte gli avversari segnarono più di 9 punti ai Bears, che terminarono con la seconda miglior difesa della NFL dietro a Brooklyn. La loro linea difensiva fu migliorata grazie all'importante arrivo di George "Moose" Musso che fu una stella della squadra per diversi anni. La squadra ebbe il terzo miglior attacco, dietro a Giants e Packers. La leggenda vivente Red Grange e la futura leggenda Bronko Nagurski continuarono a guidare l'attacco sulle corse ma i Bears segnarono la maggior parte delle loro marcature su passaggio. Luke Johnsos continuò a giocare bene come ricevitore ma l'attacco aereo fu grandemente migliorato dall'emergere del ricevitore al secondo anno Bill Hewitt e del rookie Bill Karr. Anche se le statistiche erano ancora incomplete nel 1933, Bill Hewitt fu tra i leader della lega con 16 ricezioni per 274 yard e 2 touchdown. Il più grande miglioramento e, in molte partite, la chiave delle loro vittorie, fu l'arrivo di "Automatic" Jack Manders, uno primi grandi kicker della storia della lega. Manders segnò tutti i 14 tentativi di extra point (una cosa quasi senza precedenti all'epoca) e guidò la lega con 6 field goal. La consistanza di Manders contribuì ai successi dei Bears fino alla stagione 1940.

## Calendario
| Stagione regolare |                    |                        |                    |                    |                    |
| Turno             | Data               | Avversario             | Risultato          | Record             | Stadio             |
| 1                 | Settimana di pausa | Settimana di pausa     | Settimana di pausa | Settimana di pausa | Settimana di pausa |
| 2                 | 24 settembre       | at Green Bay Packers   | 14–7               | 1–0                | East Stadium       |
| 3                 | 1º ottobre         | Boston Redskins        | 7–0                | 2–0                | Soldier Field      |
| 4                 | 8 ottobre          | at Brooklyn Dodgers    | 10–0               | 3–0                | Ebbets Field       |
| 5                 | 15 ottobre         | Chicago Cardinals      | 12–9               | 4–0                | Wrigley Field      |
| 6                 | 22 ottobre         | Green Bay Packers      | 10–7               | 5–0                | Wrigley Field      |
| 7                 | 29 ottobre         | New York Giants        | 14–10              | 6–0                | Wrigley Field      |
| 8                 | 5 novembre         | at Boston Redskins     | 10–0               | 6–1–0              | Fenway Park        |
| 9                 | 12 novembre        | at Philadelphia Eagles | 3–3                | 6–1–1              | Baker Bowl         |
| 10                | 19 novembre        | at New York Giants     | 3–0                | 6–2–1              | Polo Grounds       |
| 11                | 26 novembre        | Portsmouth Spartans    | 17–14              | 7–2–1              | Wrigley Field      |
| 12                | 30 novembre        | Chicago Cardinals      | 22–6               | 8–2–1              | Wrigley Field      |
| 13                | 3 dicembre         | at Portsmouth Spartans | 17–7               | 9–2–1              | Universal Stadium  |
| 14                | 10 dicembre        | Green Bay Packers      | 7–6                | 10–2–1             | Wrigley Field      |

### Finale
| Finale |             |                 |           |        |               |
| Turno  | Data        | Avversario      | Risultato | Record | Stadio        |
| Finale | 17 dicembre | New York Giants | 23-21     | 1–0    | Wrigley Field |

## Futuri Hall of Famer
- Red Grange, back
- Bill Hewitt, end
- Link Lyman, tackle
- George Musso, tackle
- Bronko Nagurski, fullback
- George Trafton, centro